# Kathedrale von La Seu d’Urgell

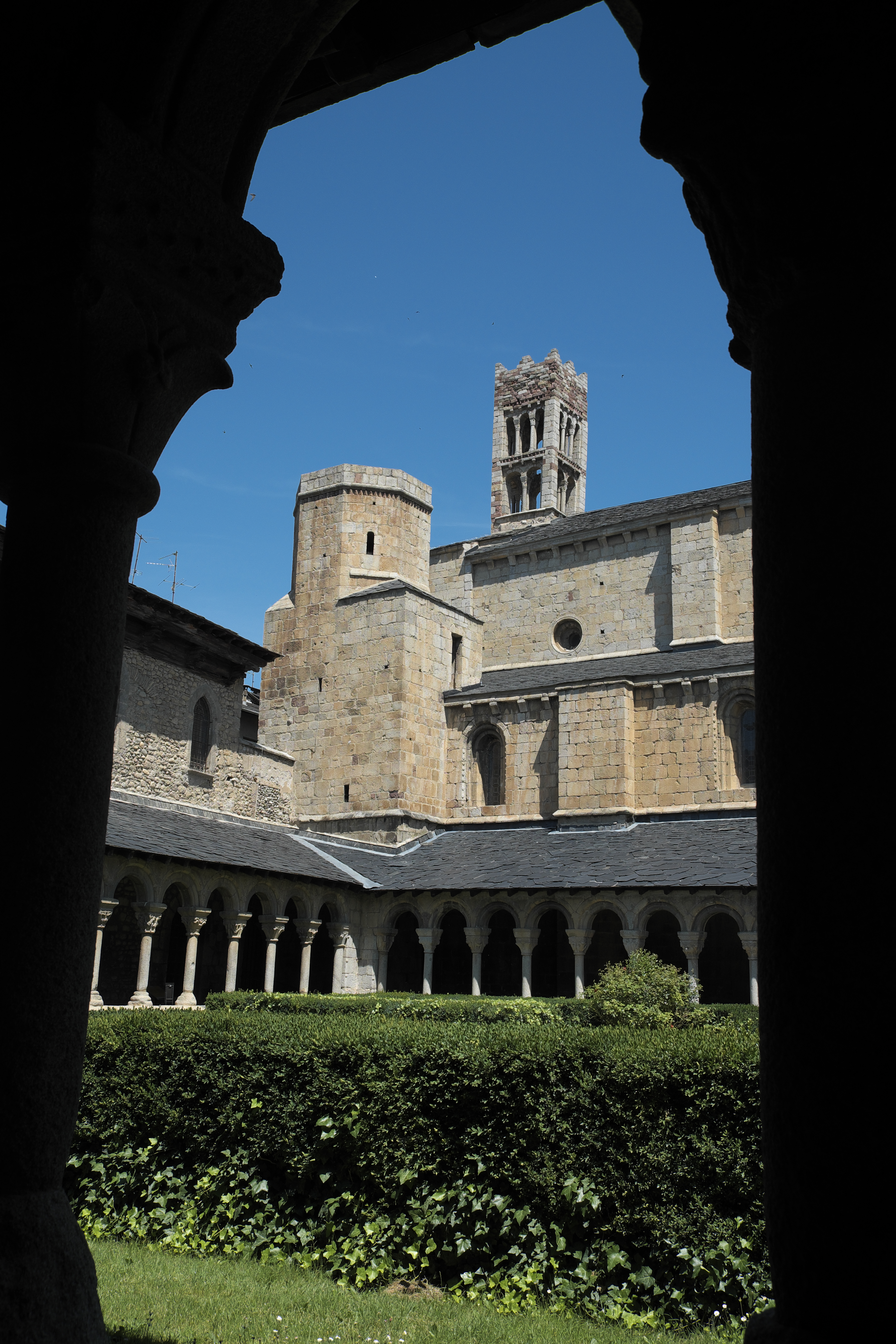
Kathedrale Santa María und Kreuzgang

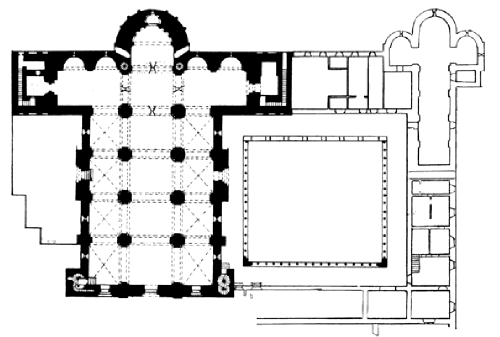
Grundriss des Kathedralbezirks

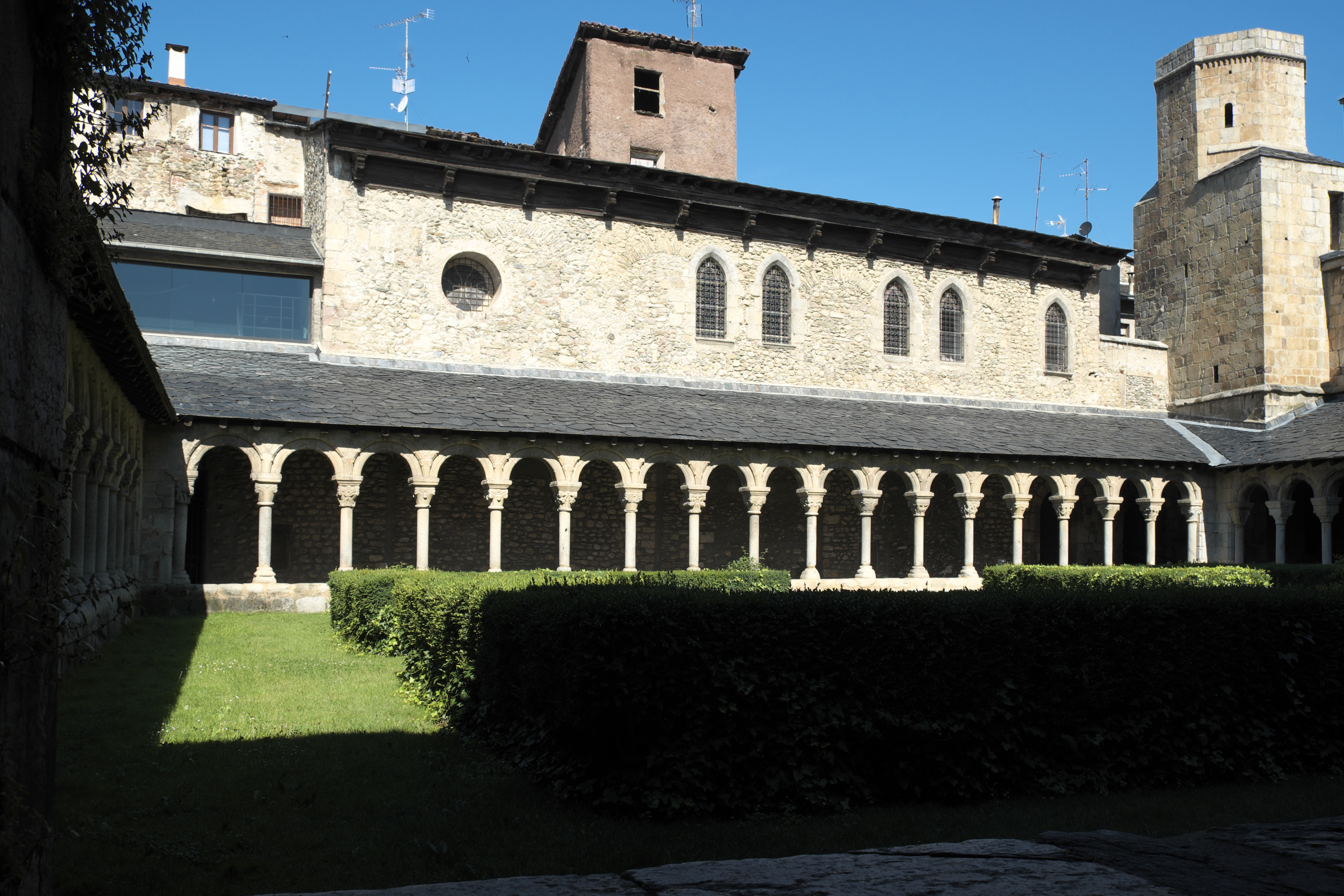
Kreuzgang

Die Kathedrale Santa María in La Seu d’Urgell, einer Stadt in der Provinz Lleida der spanischen Autonomen Gemeinschaft Katalonien, ist die Bischofskirche des Bistums Urgell. Sie wurde im 12. Jahrhundert an der Stelle von drei Vorgängerbauten im Stil der Romanik errichtet. Die zum Kathedralbezirk gehörende Kirche Sant Miquel geht auf das frühe 11. Jahrhundert zurück. Der Kreuzgang stammt vermutlich aus dem 13. Jahrhundert. Im Jahr 1931 wurden die Bauten des Kathedralbezirks zum Bé Cultural d’Interès Nacional (BCIN) (Kulturgut von nationaler Bedeutung) erklärt.

## Geschichte
La Seu d’Urgell ist bereits im 6. Jahrhundert als Sitz des Bistums Urgell nachgewiesen. Aus dieser Funktion leitete sich der lateinische Name des Ortes Sedes Urgelli ab. Bis zum Jahr 693 sind mehrere Bischöfe belegt. Von 527 bis 546 wirkte Just, der am Zweiten Konzil von Toledo teilnahm. Auch während der maurischen Invasion der Iberischen Halbinsel blieb das Bistum bestehen. Nach der gescheiterten Eroberung von Narbonne kehrte der erfolglose maurische Heerzug durch das Tal des Segre zurück und verwüstete die Bischofsstadt, die ursprünglich auf einer Anhöhe über dem Fluss Valira, dem heutigen Castellciutat, lag. Der Zerstörung fiel auch die in westgotischer Zeit errichtete Kathedrale zum Opfer. Nach dem Abzug der Araber befahl der fränkische Kaiser Ludwig der Fromme den Wiederaufbau des Ortes und der Kathedrale, allerdings am Ufer des Segre, zwei Kilometer vom alten Ort entfernt. La Seu d’Urgell gehörte damals zur Spanischen Mark, der südlich der Pyrenäen gelegenen Grenzregion des Fränkischen Reiches, die Karl der Große zur Sicherung der Grenzen seines Reiches gegen die Mauren geschaffen hatte.
Im Jahr 839 wurde die erste Kathedrale des neuen Ortskerns, des vicus Urgelli, durch den Bischof Sisebut II. geweiht. Die Weiheurkunde dieser Kathedrale ist unbeschädigt erhalten und wird im Diözesanarchiv aufbewahrt. In dieser Urkunde werden fast dreihundert Orte, Pfarreien und Kirchen aufgezählt, die damals zum Bistum gehörten. Im 11. Jahrhundert gehörten drei Kirchen zum Bischofssitz. Neben der Kathedrale, die Maria geweiht ist, gab es die dem Apostel Petrus und die dem Erzengel Michael geweihten Kirchen Sant Pere und Sant Miquel, was vermutlich der westgotischen Tradition entsprach. Unter dem Bischof Ermengol wurde zu Beginn des 11. Jahrhunderts eine neue, größere Kathedrale errichtet. Sie wurde 1040 von Bischof Eribau, dem Nachfolger Ermengols, geweiht. Auch ihre Weiheurkunde wird im Diözesanarchiv verwahrt. Bereits fünfzig Jahre später drohte die Kirche zu verfallen. Bischof Ot, der von 1095 bis 1122 dem Bistum vorstand und der später als Schutzpatron von La Seu d’Urgell verehrt wurde, leitete den Wiederaufbau der Kathedrale ein und erteilte den Gläubigen Ablässe für ihre Spenden. Die Bauarbeiten erstreckten sich fast über das gesamte 12. Jahrhundert. Im Jahr 1175 wurde der Baumeister Ramón Lambard für den Bau der Kuppel verpflichtet. Im Jahr 1195 mussten die Bauarbeiten abgebrochen werden, als während der Albigenserkriege die Vizegrafen von Castelbon und die Grafen von Foix in das Bistum Urgell einfielen und die Bischofsstadt brandschatzten. Die Kathedrale wurde zur Festung ausgebaut, in der die Stadtbewohner mehrmals Zuflucht fanden. Im 13. Jahrhundert wurde an die Südseite der Kirche der Kreuzgang angebaut.
Im 18. Jahrhundert verputzte man die Kirche, der Glockenturm über der Westfassade wurde in einen Uhrturm eingemauert. Erst in den 1950er Jahren wurden die Außenmauern und der Turm wieder freigelegt.

## Architektur

### Außenbau

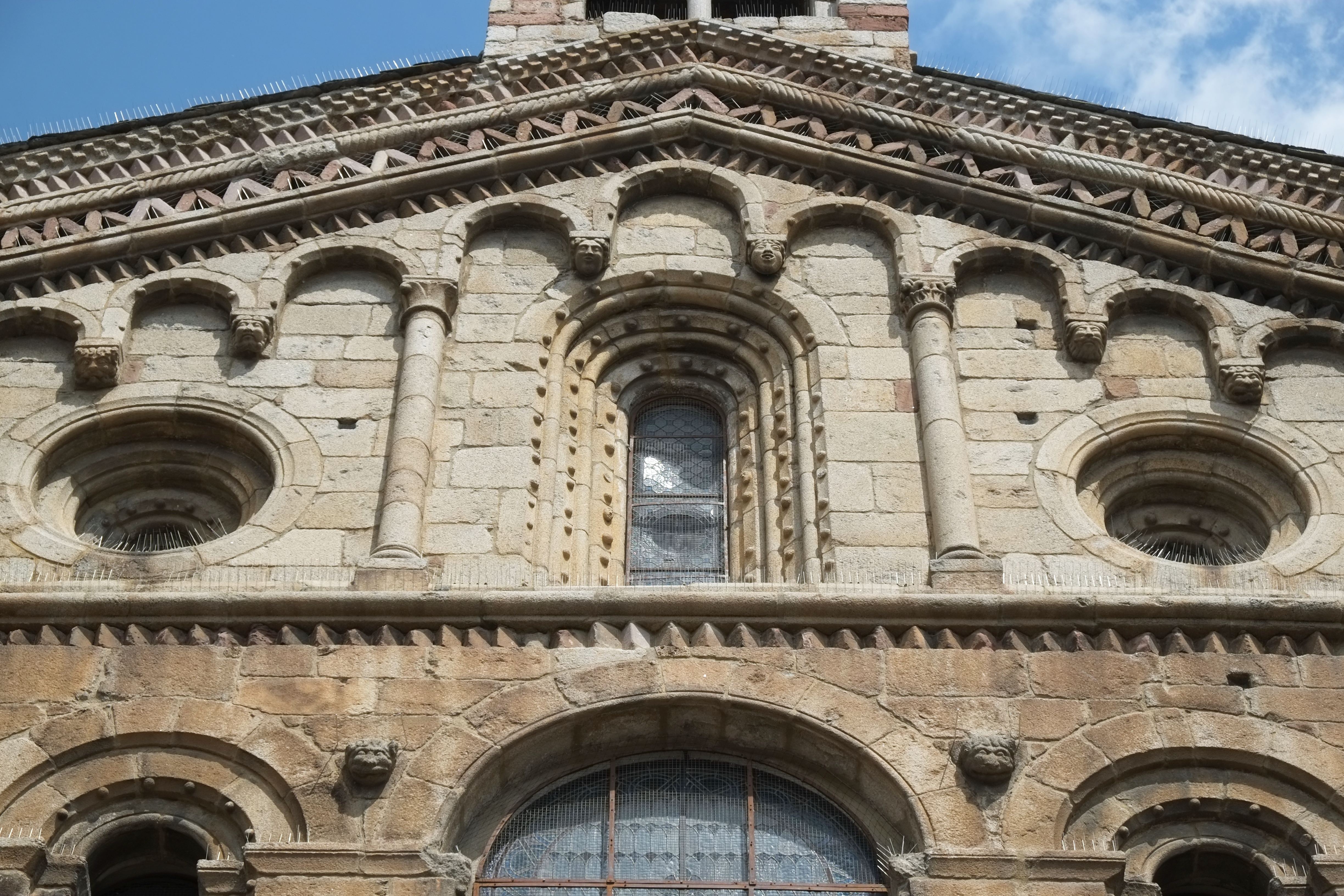
Westfassade

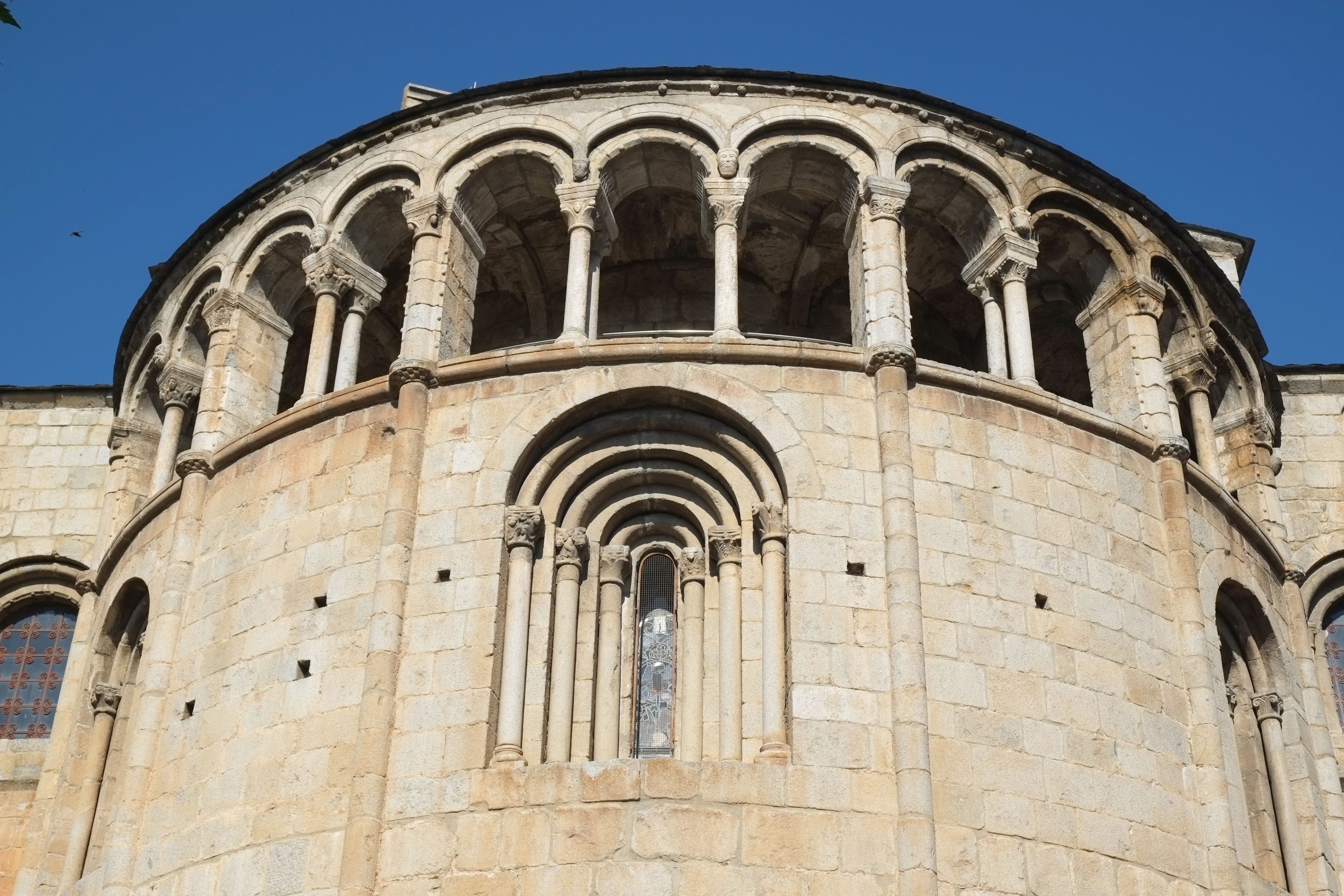
Hauptapsis mit Galerie

Die Ostseite der Kathedrale wird von der großen Hauptapsis geprägt. Die kleineren Apsiden ragen nicht aus der Außenmauer des Querhauses hervor. Die Hauptapsis wird von Halbsäulen gegliedert und von drei großen Archivoltenfenster durchbrochen. Den oberen Abschluss bildet eine Galerie mit fünfzehn, auf Doppelsäulen und Kragsteinen aufliegenden Bögen. Die Kapitelle der Säulen sind mit Blattwerk und Figuren verziert, die Kragsteine sind als menschliche Köpfe gestaltet. Auch unter dem Dachansatz verläuft ein Gesims mit zahlreichen, kunstvoll gestalteten Kragsteinen.
In der Mitte der Westfassade öffnen sich drei große Rundbogenfenster. In Höhe der Fensterzone sind Köpfe angebracht. Der Giebel ist mit Blendbögen, die auf mit Fratzen und menschlichen Köpfen verzierten Konsolen aufliegen, versehen. Er wird von zwei Okuli und einem großen Rundbogenfenster durchbrochen. Am Giebelabschluss verlaufen Sägezahn-, Zickzack-, Tauband- und Schachbrettfriese.

### Türme
An das nördliche und südliche Querhaus sind jeweils zwei festungsartige, quadratische Türme angebaut. Beide Türme sind mit lombardischen Bögen und Lisenen verziert. Die Vierungskuppel wird auf der Südseite von einem Glockengiebel bekrönt. Über der Westfassade erhebt sich ein weiterer, zweistöckiger Glockenturm, der auf allen vier Seiten in seinem unteren Geschoss von Zwillingsarkaden und in seinem oberen Stockwerk von einer Drillingsarkade durchbrochen ist. Über den Arkadenbögen verlaufen Sägezahnfriese, die auf zum Teil mit Köpfen skulptierten Konsolen aufliegen.

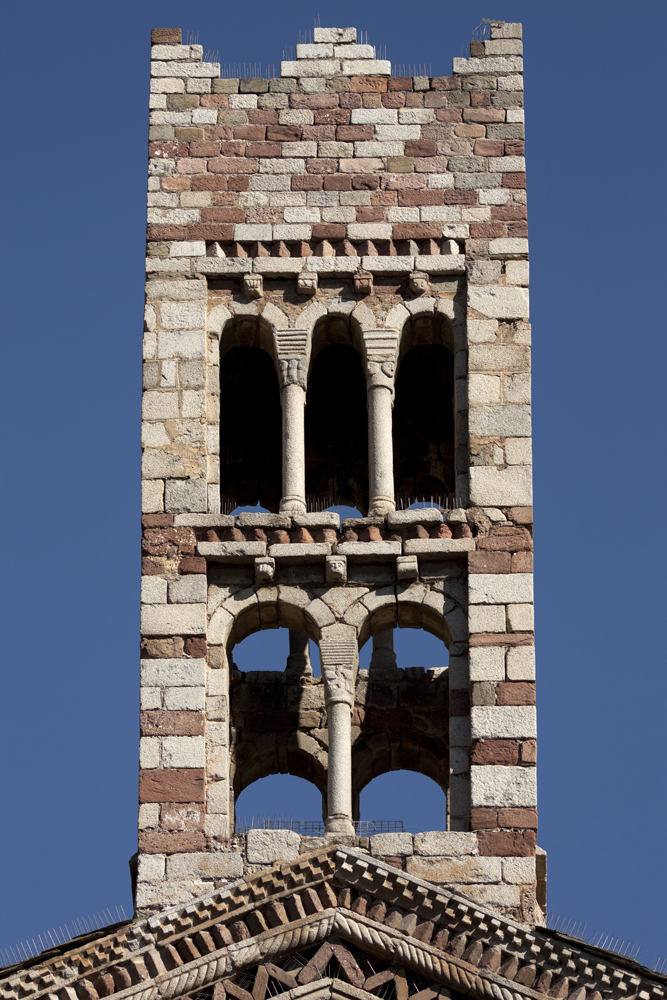
Glockenturm über der Westfassade
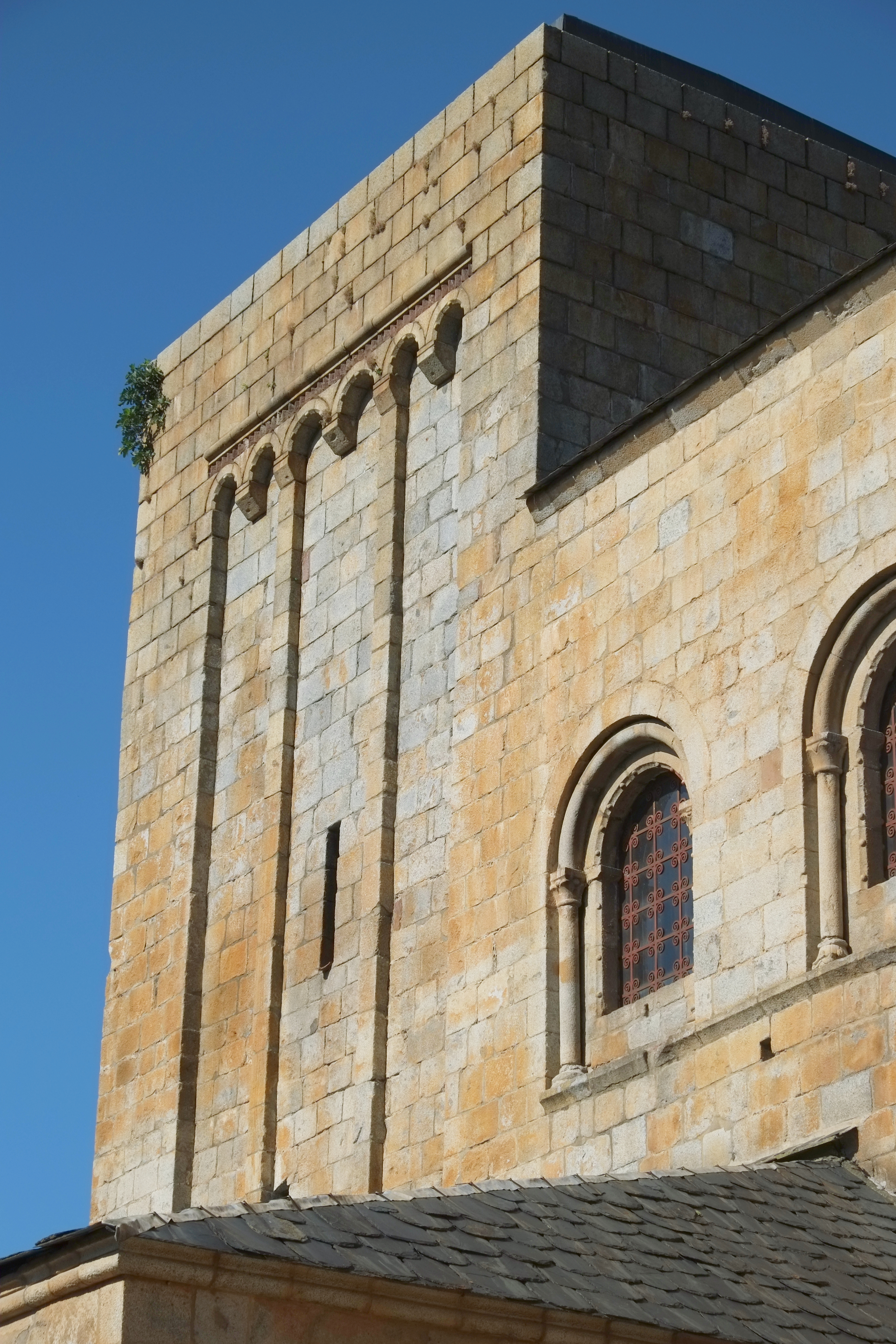
Querhausturm
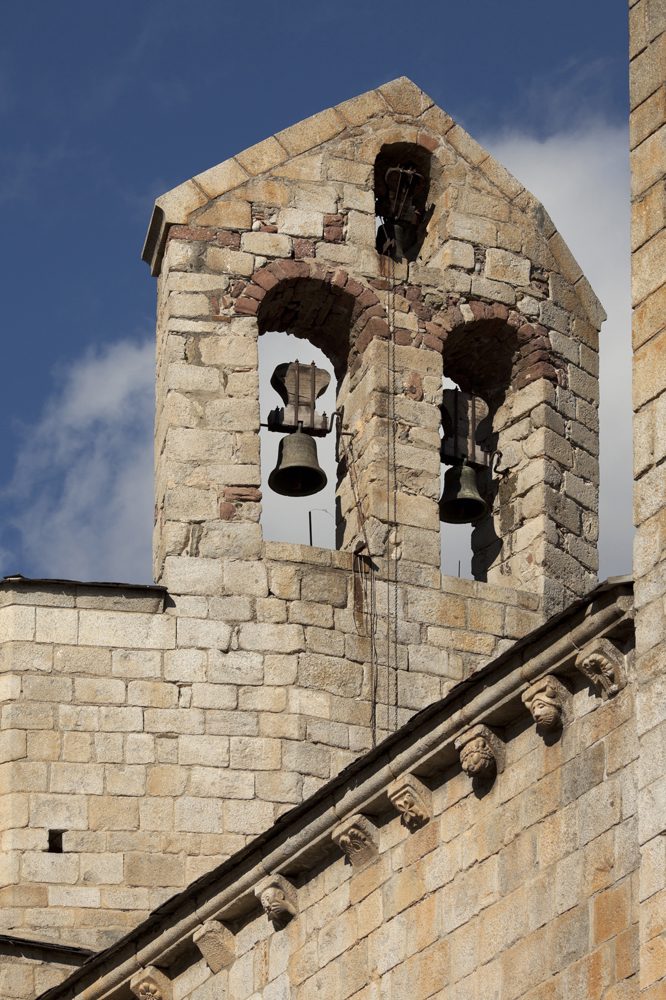
Glockengiebel über der Vierungskuppel

### Portale

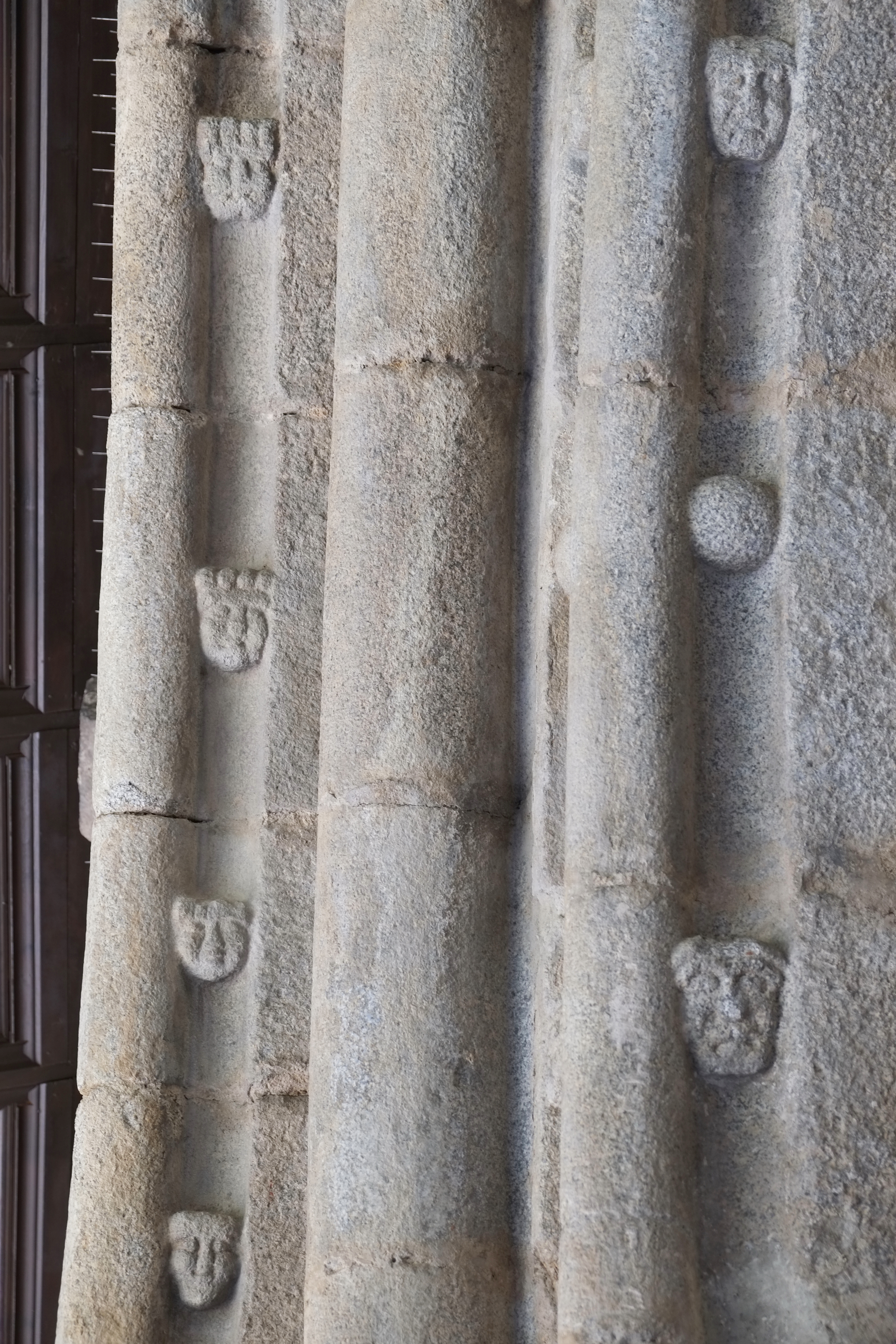
Dekor am Südportal

Die Kathedrale besitzt fünf Portale, drei an der Westfassade und je ein Portal an der Nord- und Südseite.
Das Südportal öffnet sich zum Kreuzgang. Es ist von allen fünf Portalen am reichsten verziert und wird von Archivolten und auf beiden Seiten von Rundstäben und je zwei mit Kapitellen geschmückten Säulen gerahmt. Zwischen diesen und den Archivolten sind zahlreiche kleine Köpfe und Kugeln oder eiförmige Ornamente versteckt, die als Symbol für die Auferstehung Christi gedeutet werden.
Das Nordportal wird von schlichten Archivolten und schlanken, mit Kapitellen verzierten Säulen umgeben. Über dem Portal sind Blendbögen angebracht, die durch zwei Hälbsäulen in drei Dreierakaden gegliedert werden. Die Arkaden werden oben und unten von Sägezahnfriesen abgegrenzt. Die mittleren Bögen ruhen auf skulptierten Kragsteinen.
Vier große Reliefs rahmen das mittlere Portal der Westfassade. Die beiden unteren sind stark verwittert, sie stellten vermutlich wie die oberen Reliefs Löwen dar. Dort sind auf und unter den Löwen nackte menschliche Gestalten zu erkennen. Über dem Portal verläuft ein Fries, auf dem Tiere, Menschen und Ungeheuer dargestellt sind. Auch die Kämpfer des äußeren Portalbogens und die Kapitelle der Säulen sind mit Tierdarstellungen skulptiert.

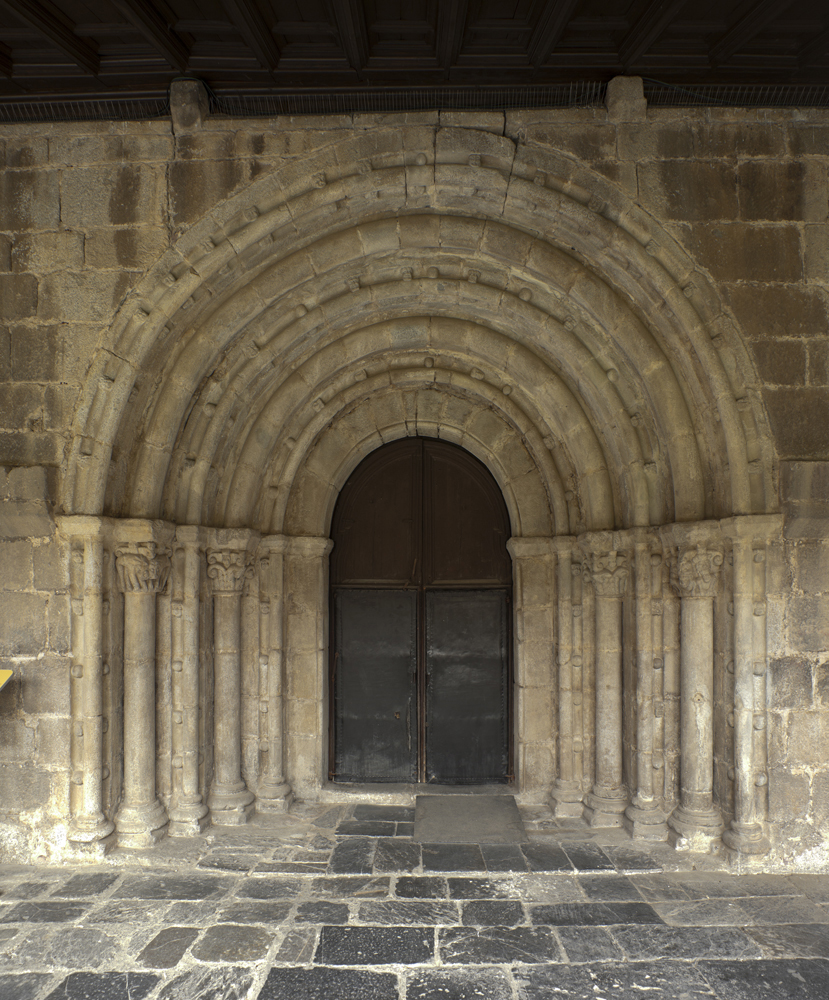
Südportal
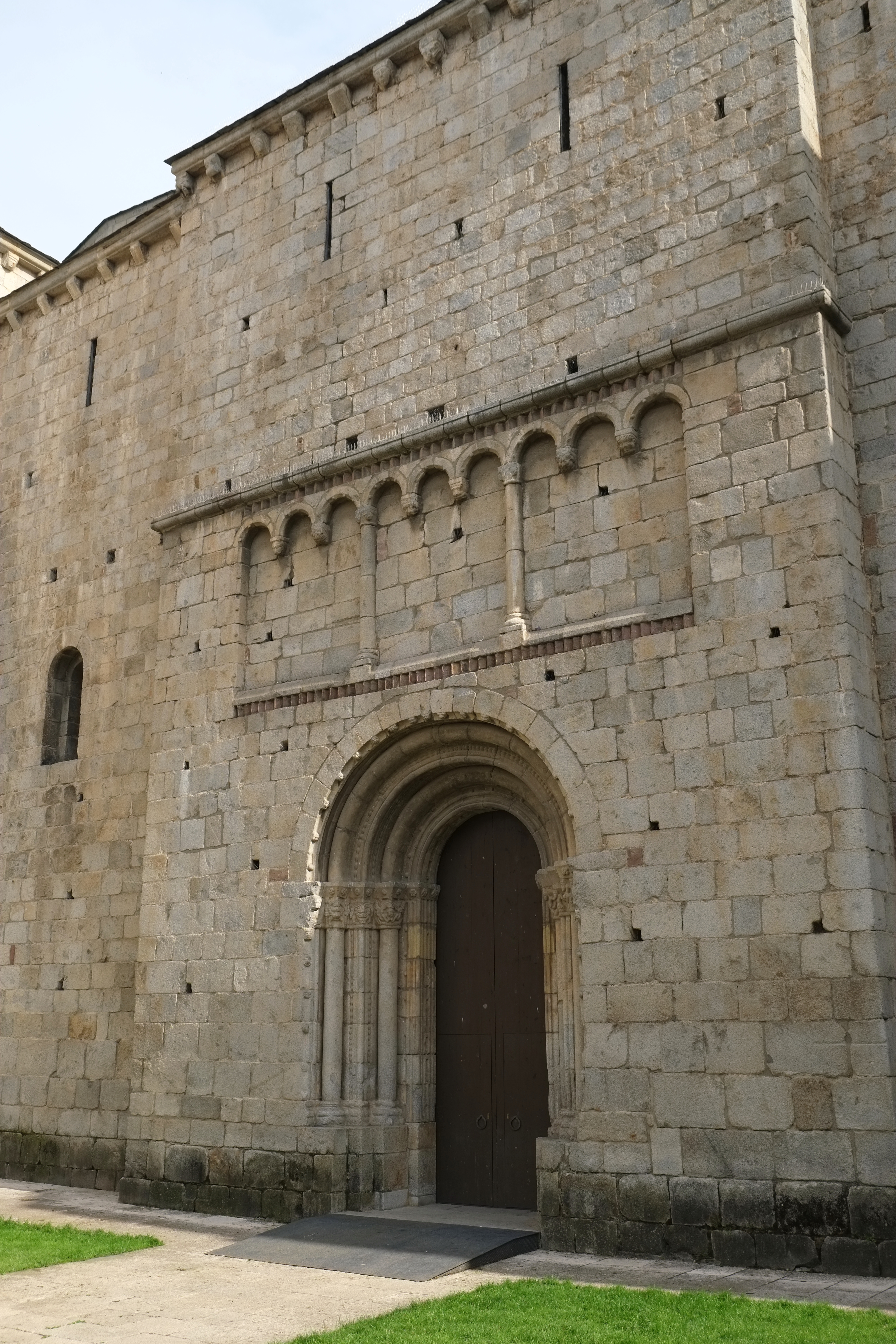
Nordportal
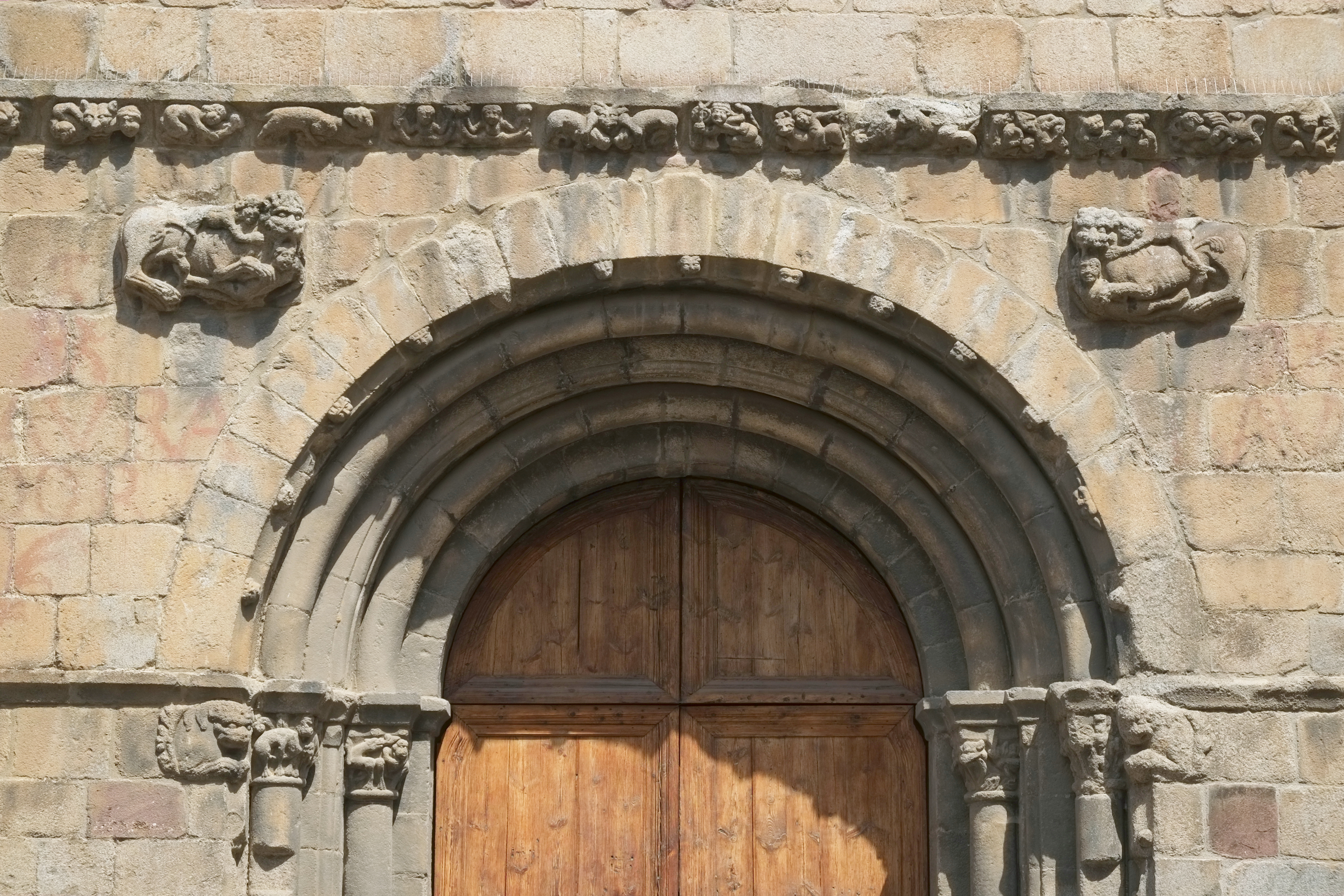
Westportal

### Innenraum

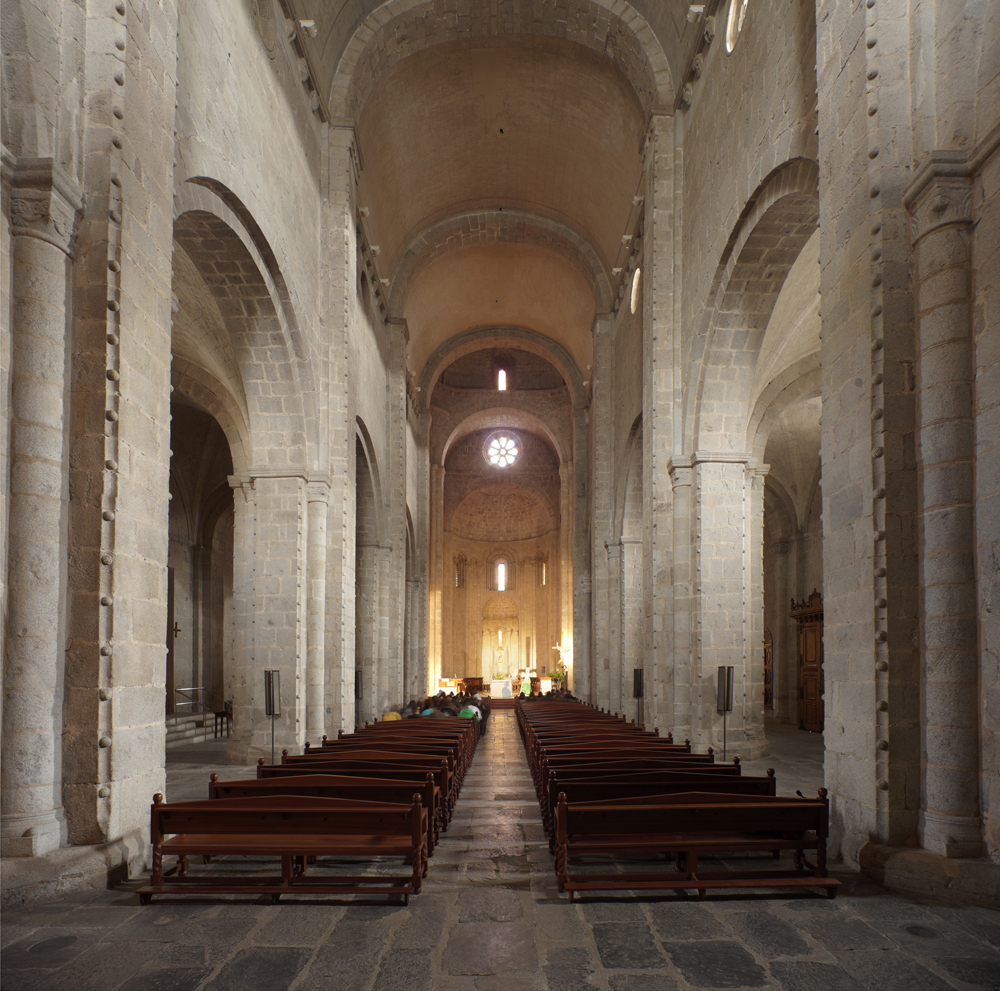
Langhaus

Die Kirche ist eine über dem Grundriss eines lateinischen Kreuzes errichtete Basilika. Das Langhaus ist dreischiffig und in vier Joche gegliedert. An das Querhaus schließt sich ein rechteckiger Chor mit halbrunder Apsis an, die sich wiederum zu einer kleinen Apsisnische öffnet. Die Apsiswand gliedern hohe Blendarkaden, die auf schlanken, mit skulptierten Kapitellen verzierten Säulen aufliegen. Die Querhausarme öffnen sich im Osten zu kleinen Apsiden, über denen eine Galerie mit Zwillingsarkaden auf Doppelsäulen verläuft.
Das Mittelschiff ist 38 Meter lang, acht Meter breit und 21 Meter hoch, die Seitenschiffe sind fünf Meter breit und 13 Meter hoch. Die Mittelschiffarkaden ruhen auf acht kreuzförmigen Pfeilern, in deren Ecken Viertelsäulen eingestellt sind. Das Mittelschiff und die Querhausarme werden von Tonnengewölben gedeckt, die Seitenschiffe besitzen Kreuzgratgewölbe. Die Vierung wird von einer Kuppel überwölbt.

### Rosette

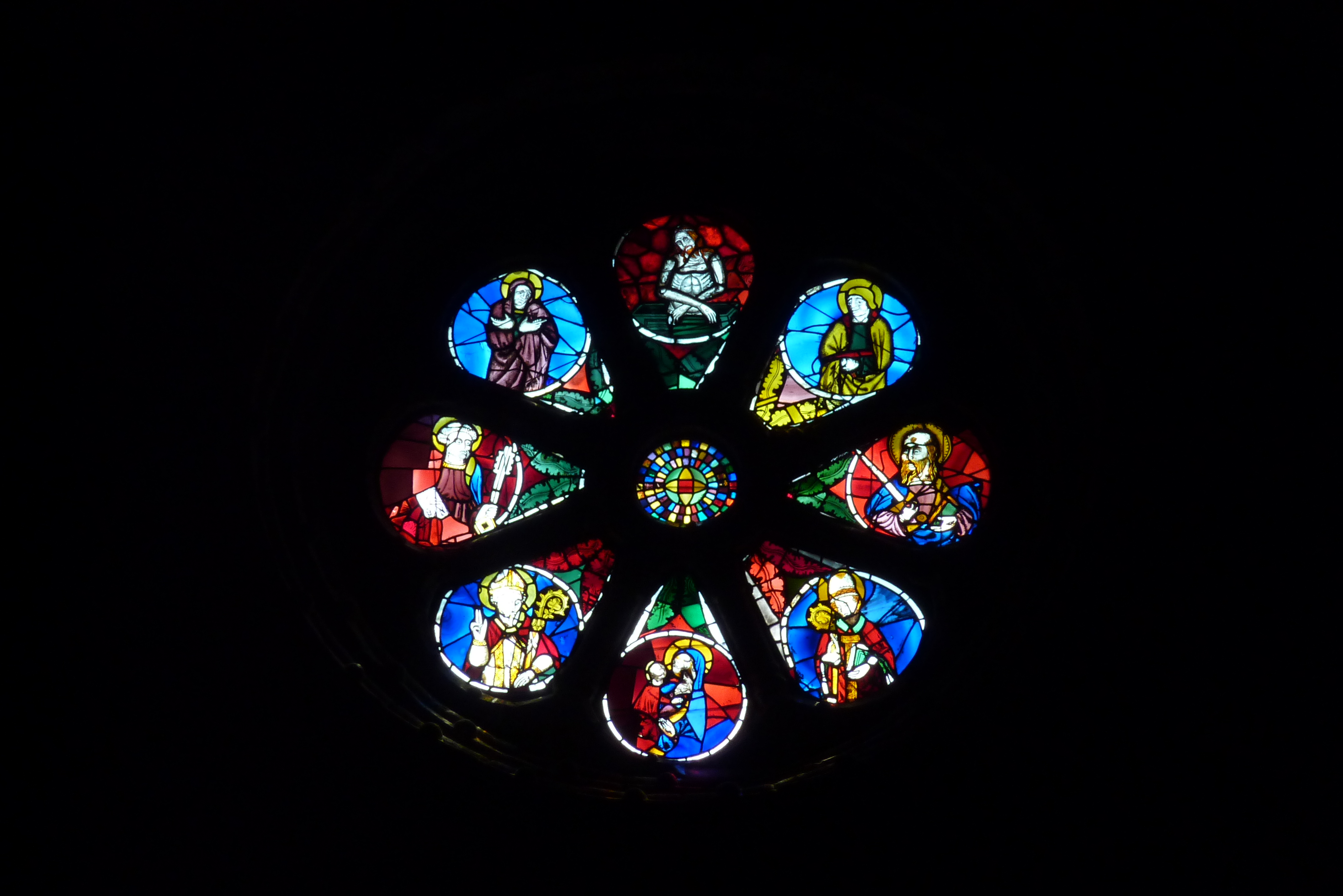
Gotische Rosette

Die Ostwand des Chores wird von einer achtteiligen Rosette durchbrochen. Sie ist das älteste Bleiglasfenster der Kirche und stammt aus der Gotik. Im Zentrum sind geometrische Motive und in den acht äußeren Feldern Personen dargestellt, oben in der Mitte Christus mit der Dornenkrone, darunter links Maria und rechts der Apostel Johannes. Der Apostel Petrus ist an seinen Schlüsseln zu erkennen, der Apostel Paulus durch sein Schwert. Die beiden Bischöfe werden als Just und Ermengol oder Ot interpretiert. Unten in der Mitte befindet sich eine Madonnendarstellung mit Kind.

## Kirche Sant Miquel

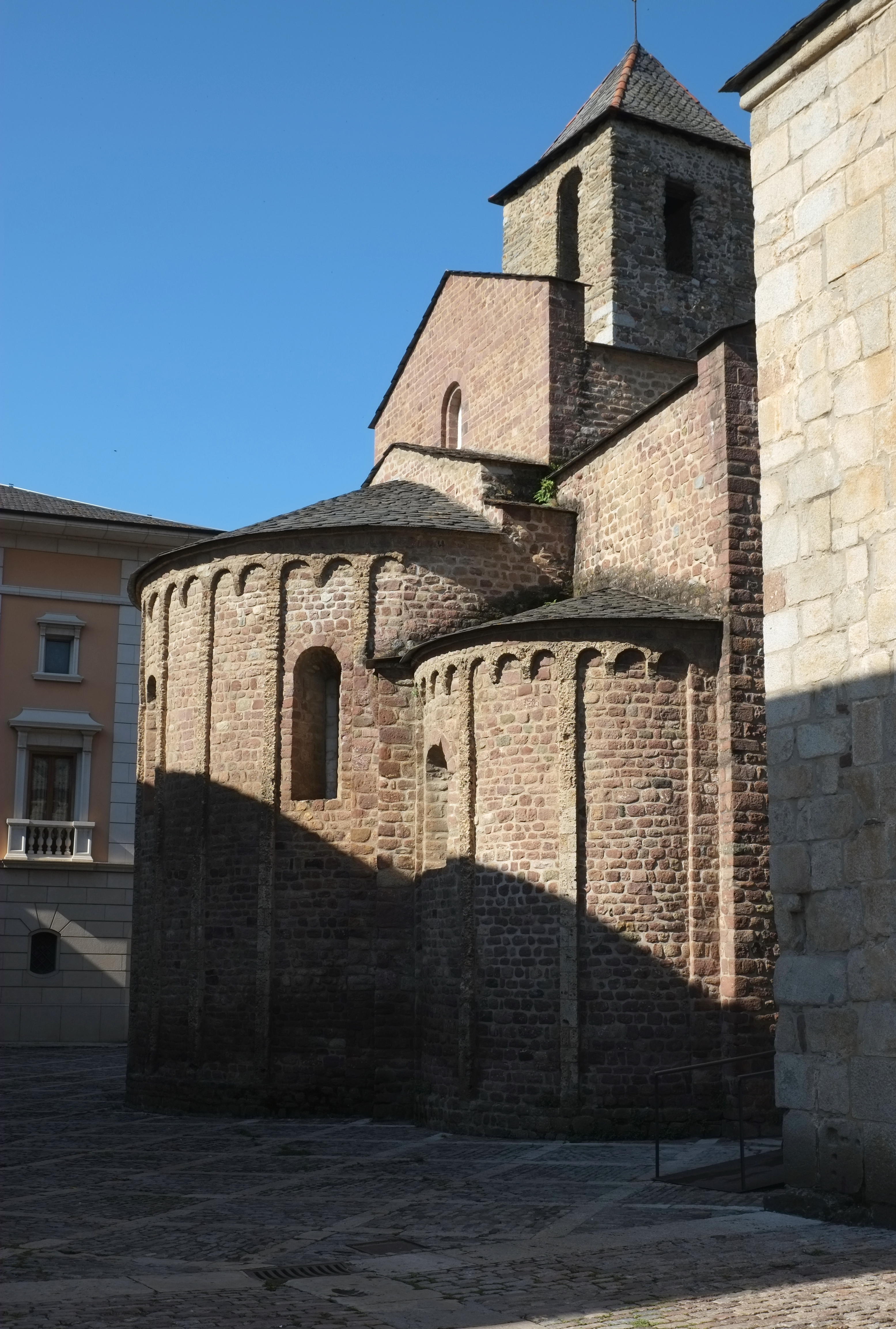
Kirche Sant Miquel

An der Südostecke des Kreuzgangs befindet sich die heute dem Erzengel Michael geweihte ehemalige Peterskirche. Die Kirche, die bereits im 11. Jahrhundert bestand und hundert Jahre älter ist als die Kathedrale, wurde um 1030 unter dem Bischof Ermengol umgebaut. Die einschiffige Kirche mit ihrem schlichten quadratischen Glockenturm über der Vierung und den drei Apsiden, die mit Blendbögen und Lisenen verziert sind, entspricht dem lombardischen Baustil. In der Kirche wird ein Altar aufbewahrt, der als Opferaltar der ersten Kathedrale gilt. Die ursprünglichen Malereien der Apsis sind im Museu Nacional d’Art de Catalunya (MNAC) in Barcelona untergebracht.

## Kreuzgang
Der Grundriss des Kreuzgangs ist nahezu quadratisch. Die Arkaden ruhen auf einfachen Säulen und an den Ecken auf Pfeilern. Die Säulen sind mit großen Kapitellen aus grauem Granit verziert. Sie sind mit Darstellungen von Pflanzen, Tieren und menschlichen Figuren versehen. Biblische Motive gibt es nicht.

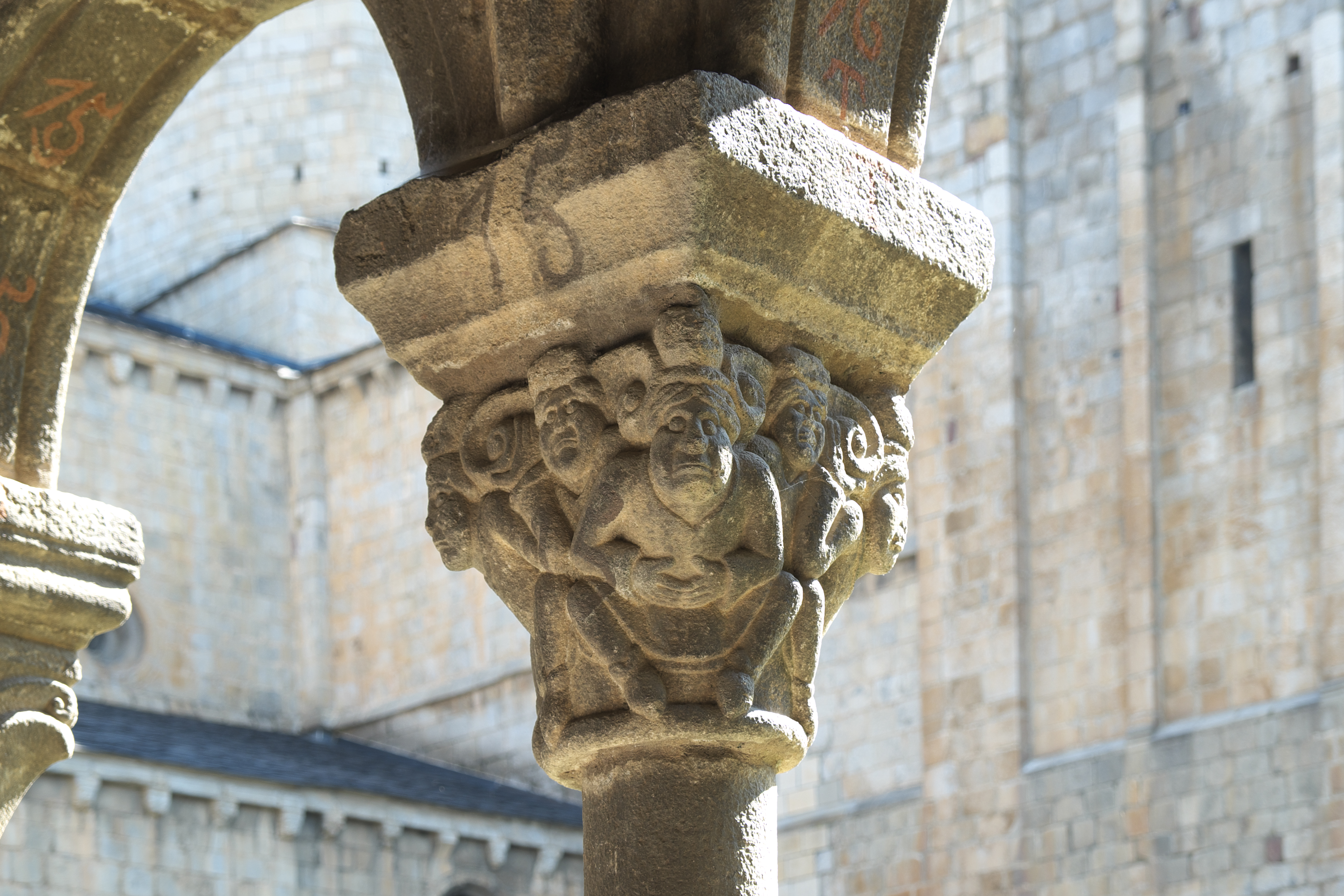
Kapitell des Kreuzgangs
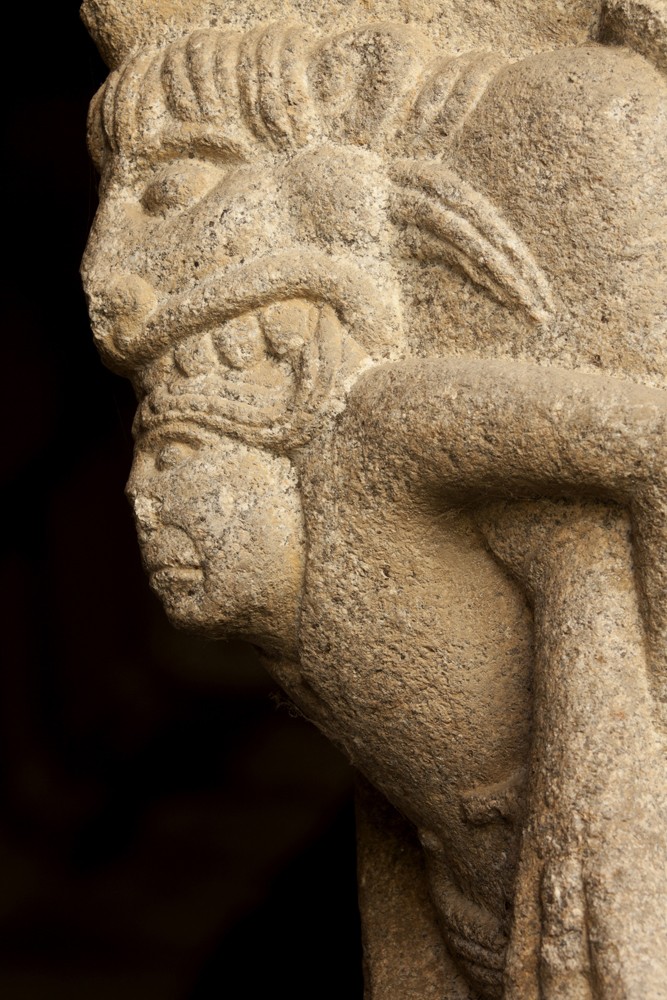
Kapitell des Kreuzgangs
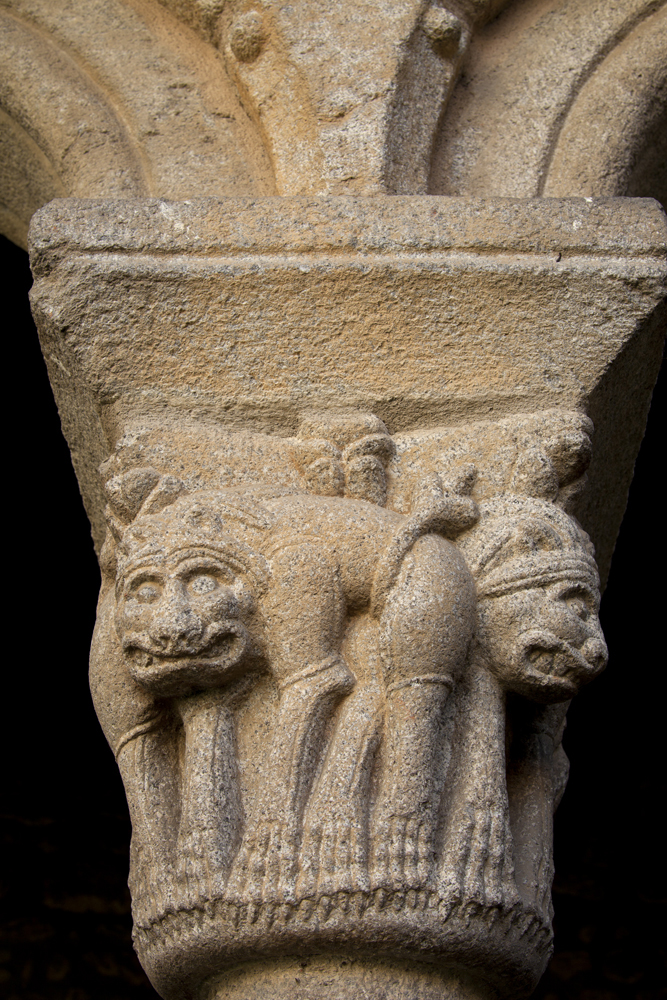
Kapitell des Kreuzgangs
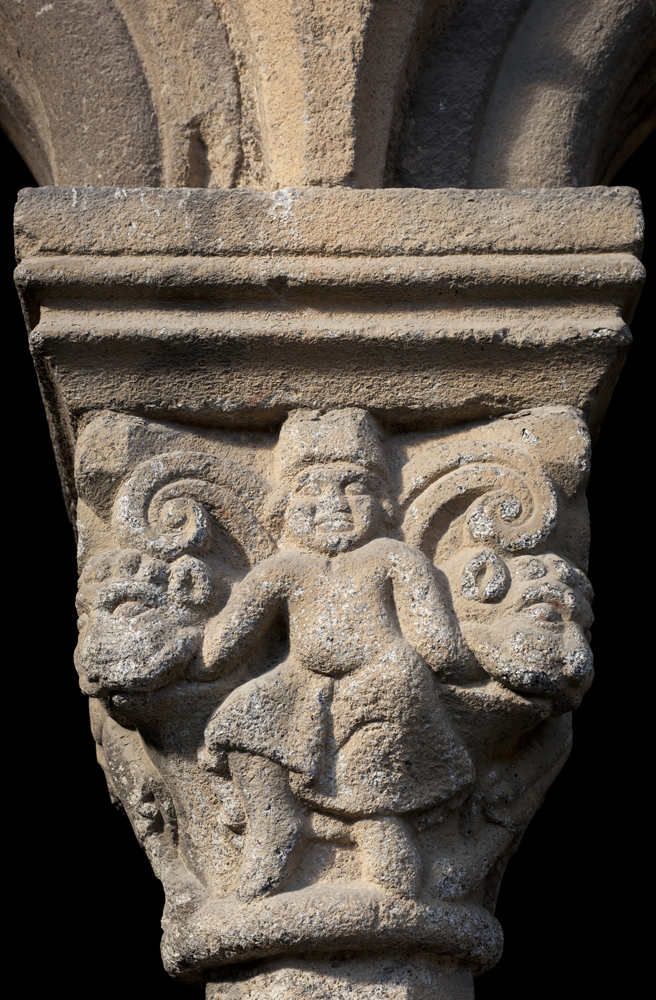
Kapitell des Kreuzgangs

## Ausstattung

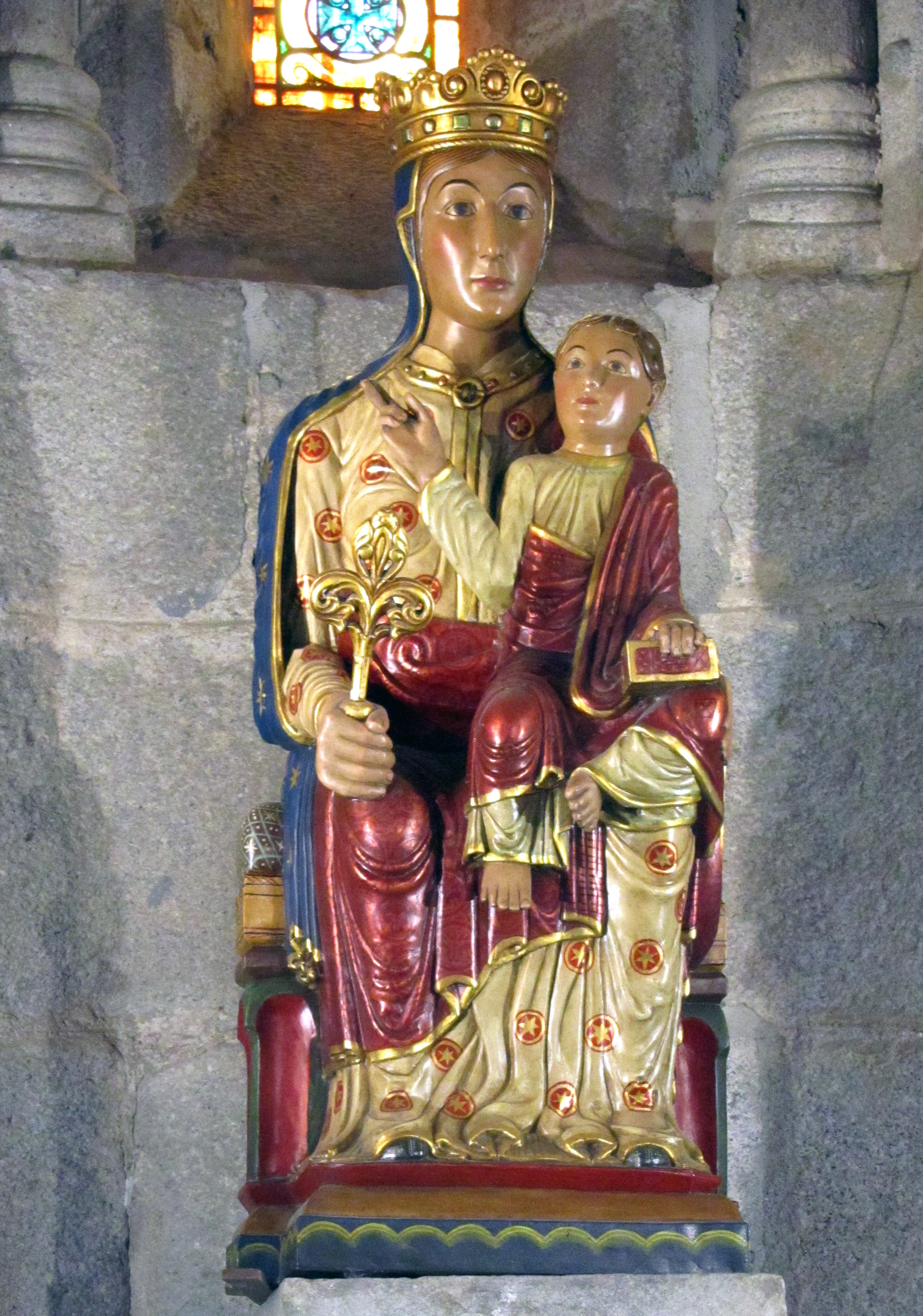
Romanische Madonna Santa María von Urgell

- In der zentralen Nische der Hauptapsis thront auf einer Säule eine farbig gefasste, romanische Madonnenfigur, die als Schutzpatronin der Stadt verehrt wird.
- In der Kirche wird eine farbig gefasste Liegefigur des Bischofs Ermengol (1010–1035) aufbewahrt. Sie ist umgeben von vergoldeten Relieftafeln, die Szenen aus seinem Leben darstellen.